# طبقة متقرنة
الطبقة المتقرنة هي الطبقة الخارجية من البشرة وتحتوي على خلايا ميتة (خلايا قرنية). تحتوي هذه الطبقة على 15-20 طبقة من الخلايا المسطحة والتي لا تحتوي على النوى ولا على العضيات الخلوية. يظهر سيتوبلازم هذه الخلايا وجود كيراتين بروتيني صلب خيطي.
تتكون الطبقة المتقرنة من 3 أنواع من الدهون هي السيراميدات والكولسترول والأحماض الدهنية.
تقوم الطبقة المتقرنة بحماية الطبقات والأنسجة التي تقع تحتها من العدوى والتجفاف والمواد الكيمياوية والتأثيرات الفيزياوية أو الميكانيكية.
التوسف هي عملية تساقط الخلايا من سطح الطبقة المتقرنة لأيجاد توازن في تولد الخلايا الكيراتينية في الطبقة القاعدية. هذه الخلايا ترحل خلال البشرة نحو السطح في مسيرة تستغرق 14 يوما.

## صور أضافية

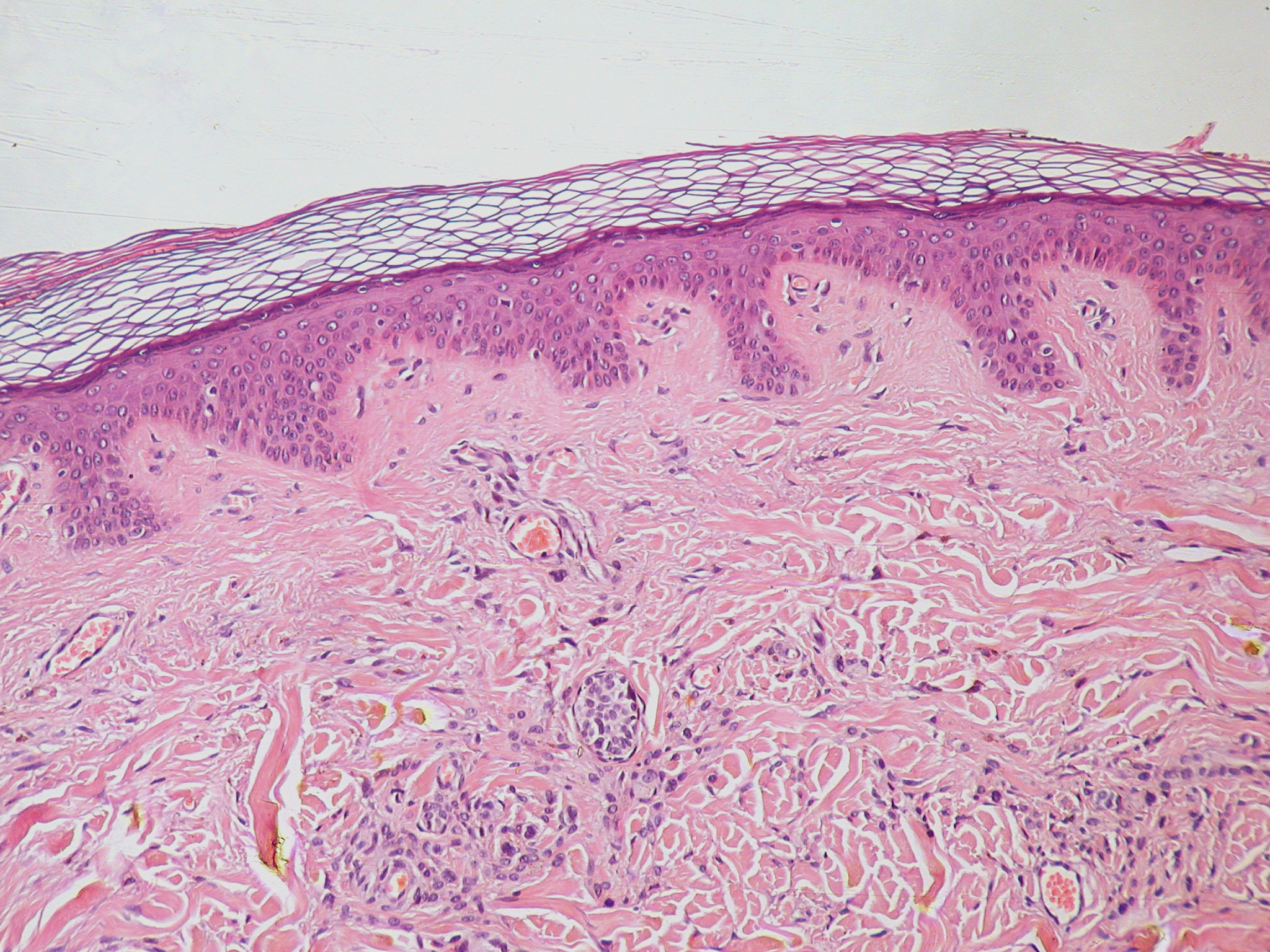
البشرة والأدمة في جلد الإنسان
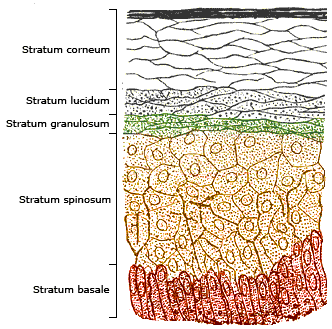
مقطع للبشرة